# Gelgaudiškis
Gelgaudiškis est une ville située dans la municipalité du district de Šakiai, en Lituanie.

## Géographie

### Démographie
En 2010, la population de Gelgaudiškis atteignait près de 1 800 habitants.